# Mac OS Classic
Mac OS Classic è stato il sistema operativo di Apple dedicato ai computer Macintosh. Il nome è l'acronimo di Macintosh Operating System. Il gruppo di sviluppo che realizzò sia l'hardware che il software del progetto Macintosh comprendeva Bill Atkinson, Chris Espinosa, Joanna Hoffman, George Crow, Burrell Smith, Jerry Manock, Jef Raskin e Andy Hertzfeld.

## Descrizione
La prima versione di Mac OS risale al 1984 e aveva la caratteristica di essere un sistema operativo completamente grafico. Questa novità favorì molto la popolarità delle GUI, infatti il ruolo che Mac OS ebbe nella loro diffusione è ampiamente riconosciuto.
Il nome Mac OS è in realtà riferito a due famiglie di sistemi operativi, anche se, non specificando la famiglia, può riferirsi alla prima:
- Il Mac OS Classic, cioè il sistema operativo montato sul primo modello di Macintosh nel 1984 ed evoluzioni, attraverso numerose versioni, fino al 2001 (attualmente non più sviluppato). Il primo computer ad utilizzare la prima versione di Mac OS Classic fu Macintosh 128K, considerato il primo Mac, anche se altri computer formati solo da hardware (come Apple I, II, Apple Lisa, ecc.) precedentemente erano già stati creati. L'ultima versione invece è uscita il 5 dicembre 2001 con Mac OS 9.2.2.
- macOS, precedentemente chiamato "OS X" e "Mac OS X" (cioè "dieci" in numeri romani), completamente riscritto e basato su microkernel Mach + BSD, commercializzato a partire dal 2001, cioè dalla versione Mac OS X Cheetah. Dalla versione OS X Mountain Lion cambia il nome direttamente in "OS X". I nomi in codice delle versioni inizialmente erano sempre riferiti a un grande felino, ma dalla versione OS X Mavericks, i nomi riguardano luoghi degli Stati Uniti d'America. Dalla versione 10.12 Sierra, presentato alla WWDC 2016, cambia nuovamente il nome in "macOS". L'ultima versione è macOS Sonoma.

Il sistema operativo del Macintosh originariamente non aveva un nome particolare, essendo parte integrante del prodotto: la versione 7 fu commercializzata semplicemente come "System 7" e con questo nome era conosciuta dagli utenti. Apple successivamente intraprese per un breve periodo la strategia di concedere il sistema operativo ad altri produttori di computer, perché potessero realizzare cloni del Mac e venne introdotto il nome "Mac OS" per distinguere il sistema operativo dai computer Macintosh prodotti da Apple.
La fama del Macintosh è dovuta in gran parte alla sua interfaccia utente grafica (GUI). Quando fu introdotto il Macintosh, nel 1984, esistevano già altri sistemi con GUI, in particolare i computer Alto e Star realizzati nei laboratori PARC della Xerox, che lo stesso team di sviluppo del Mac visitò mentre lavorava al proprio progetto. La stessa Apple aveva già realizzato un computer con interfaccia grafica, il Lisa. Tuttavia, Macintosh fu il primo di questi computer ad avere un grande successo commerciale e diede inizio alla diffusione di massa dell'interfaccia grafica.
Apple impiegò grandi risorse nello studio di un'interfaccia grafica semplice e intuitiva da usare e il Mac fu il modello a cui aspirarono numerosi altri progetti di GUI.
Altre caratteristiche peculiari del primo Macintosh (per l'epoca) furono l'utilizzo standard di un mouse e di un lettore per dischetti da tre pollici e mezzo. Il primo Mac era dotato di soli 128 KB di RAM e la maggior parte del sistema operativo era contenuta in ROM. Una parte importante del operativo fu sviluppato in Assembly, mentre il restante in Pascal. Le interfacce di programmazione, pubblicate nella collana Inside Macintosh, furono inizialmente specificate in questi due linguaggi. Il team di sviluppo originario del sistema operativo Macintosh comprendeva, fra gli altri sopracitati, Jef Raskin e Bill Atkinson.
Il sistema funzionava sui processori CISC Motorola della serie 68000, utilizzati nei Macintosh per molti anni. Nel 1994 vennero lanciati i Power Macintosh basati sui processori RISC PowerPC, sviluppata da un consorzio comprendente Apple, IBM e Motorola; il sistema operativo venne gradualmente convertito in codice PowerPC. Questa operazione richiese molto tempo, per via della grande quantità di assembler 68k usato nel codice originale del Mac OS. Per permettere un rapido passaggio ai processori RISC, venne sviluppato un nanokernel PowerPC su cui girava il Mac OS tradizionale, che sui primi PowerMac era costituito quasi interamente da codice 68k emulato grazie al Mixed Mode Manager, lo stesso meccanismo che permetteva l'esecuzione trasparente di tutti i vecchi programmi per Mac sui Power Macintosh. La quantità di codice nativo PowerPC nel Mac OS aumentò gradualmente nelle versioni successive e con essa anche le prestazioni del sistema stesso.
Mentre il Mac OS classico veniva gradualmente ottimizzato per la nuova architettura PowerPC, Apple aveva in mente di sostituirlo con un sistema operativo completamente nuovo; il vecchio Mac OS, infatti, soffriva ancora di molte limitazioni imposte dalle scarse risorse del Macintosh originale, come la mancanza del multitasking preemptivo e della memoria protetta. Dopo una serie di joint-venture (Pink, Taligent), Apple puntò sullo sviluppo di Copland, un nuovo sistema operativo basato sul nuKernel che avrebbe dovuto offrire multitasking preemptivo e memoria protetta pur mantenendo la piena compatibilità con il software preesistente. Copland sarebbe dovuto diventare Mac OS 8, ma la cattiva gestione del progetto (in particolare il requisito della piena retrocompatibilità) portarono a grandi ritardi sulla tabella di marcia e, infine, all'abbandono del nuovo sistema. Mac OS 8 e Mac OS 9 vennero distribuiti, ma continuarono ad essere basati sulla tecnologia del System 7 (Blue).
Dopo il fallimento di Copland, Apple si rese conto che l'unico modo per avere un sistema operativo aggiornato in tempi brevi era adottarne un altro già esistente. Furono vagliate diverse possibilità, fra cui il BeOS, ma alla fine la scelta cadde su OpenStep di NeXT. NeXT era stata fondata dallo stesso Steve Jobs, che in precedenza aveva fondato Apple insieme a Steve Wozniak. Con l'acquisizione di NeXT, Jobs tornò alla guida di Apple e venne intrapreso lo sviluppo di un sistema che unisse le fondamenta di OpenStep (composto da una base UNIX, derivava da FreeBSD, e dal microkernel Mach) con l'interfaccia grafica e le molte tecnologie ad alto livello del Mac OS. Il risultato di questa unione è stato Mac OS X, che nel giro di pochi anni ha completamente rimpiazzato il Mac OS 9, ribattezzato nel frattempo Classic. Per garantire la compatibilità con le vecchie applicazioni, rimase la possibilità di caricare, all'occorrenza, Classic all'interno di un apposito task di Mac OS X.

### Versioni
Cronologia delle varie versioni, con innovazioni salienti:
- System Software 1.0 (gennaio 1984)
- System Software 1.1 (14 aprile 1984)
- System Software 2.0 (2 marzo 1985)
- System Software 2.0.1 (marzo 1985)
- System Software 3.0 (fine 1985)
- System Software 3.3 (inizio 1987)
- System Software 4.0 (marzo 1987)
- System Software 4.3 (novembre 1987)
- System Software 5.0 (1987)
- System Software 5.1 (1988)
- System Software 6.0 (1988)
- System Software 6.0.1 (19 settembre 1988)
- System Software 6.0.2 (fine 1988)
- System Software 6.0.3 (7 marzo 1989)
- System Software 6.0.4 (20 settembre 1989)
- System Software 6.0.5 (19 marzo 1990)
- System Software 6.0.7 (15 ottobre 1990)
- System Software 6.0.8 (fine 1990)
- System Software 7.0 (14 maggio 1991) - GUI a colori
- System Software 7.1 (agosto 1992)
- System Software 7.1.1 (ottobre 1993)
- System Software 7.1.2 (marzo 1994) - prima versione con supporto PowerPC
- System Software 7.5 (1995)
- System Software 7.5.1 (marzo 1995)
- System Software 7.5.2 (agosto 1995)
- System Software 7.5.3 (gennaio 1996)
- System Software 7.5.5 (27 settembre 1996)
- Mac OS 7.6 (7 gennaio 1997)
- Mac OS 7.6.1 (7 aprile 1997)
- Mac OS 8.0 (22 luglio 1997) - Finder Multithread
- Mac OS 8.1 (fine 1997) - HFS+, un file system per la gestione di grandi unità di archiviazione dati
- Mac OS 8.5 (15 ottobre 1998) - Supporto USB
- Mac OS 8.6 (8 maggio 1999)
- Mac OS 9.0 (5 novembre 1999) - Supporto Firewire e Airport IEEE 802.11b
- Mac OS 9.0.4 (4 aprile 2000)
- Mac OS 9.1 (9 gennaio 2001)
- Mac OS 9.2 (18 luglio 2001)
- Mac OS 9.2.1 (20 agosto 2001)
- Mac OS 9.2.2 (5 dicembre 2001) - Ultima versione distribuita del Mac OS prima del passaggio completo a Mac OS X